# Les Crozets
Les Crozets é uma comuna francesa na região administrativa de Borgonha-Franco-Condado, no departamento de Jura. Estende-se por uma área de 7,59 quilômetros quadrados. Em 2010 a comuna tinha 201 habitantes (densidade: 26,5 hab./km²).